# Krampus (2015)
Krampus ist eine US-amerikanische Horrorkomödie von Michael Dougherty aus dem Jahr 2015. In Österreich und Deutschland kam der Film am 3. Dezember 2015 in die Kinos.

## Handlung
Weihnachten im US-Bundesstaat Ohio, in der Kleinstadt Warren Valley: Die Familie Engel, bestehend aus Vater Tom, Mutter Sarah, Tochter Beth und Sohn Max, bereitet sich zwei Tage vor Heiligabend auf das weihnachtliche Bankett vor. Mit im Haus wohnt Toms Mutter, von allen nur „Omi“ genannt. Sie spricht überwiegend Deutsch (in der deutschen Filmversion benutzt sie einen starken österreichischen Dialekt), was aber vom Rest der Familie gut verstanden wird. Max ist naiv und aufgeschlossen und glaubt tatsächlich noch an den Weihnachtsmann, an welchen er alljährlich Wunschlisten schreibt. Auch Omi glaubt an den „guten Geist der Weihnacht“ und muntert Max immer wieder auf. Das hat Max auch bitter nötig, denn der Rest der Familie ist hoffnungslos zerstritten. Als die Familie mütterlicherseits, Familie Jackson – bestehend aus Onkel Howard, Tante Linda, Cousin Stevie, Cousin Howie, Cousine Jordan, der einjährigen Chrissy und der Bulldogge Rosie – inklusive Großtante Dorothy eintrifft, ist es schnell aus und vorbei mit der Festtagslaune.
Onkel Howard verdirbt als Erster die Stimmung mit seinen herablassenden Kommentaren über Toms „Unmännlichkeit“, Familie Engel sei ja „total verweichlicht“. Großtante Dorothy kippt umgehend Öl ins Feuer, als sie Sarah ausschimpft, weil diese nicht genug alkoholische Getränke bereitgestellt habe. Sehr zu Max’ Bestürzung haben Jordan und Howie es irgendwie geschafft, seinen neuesten Weihnachtsbrief zu entwenden. Noch während des Abendessens lesen die Geschwister den Brief laut vor, begleitet von Howards gehässigen Kommentaren. Zutiefst gekränkt stürzt Max sich auf die beiden und es kommt zur Schlägerei. Tom und Howard können die Kinder trennen und den Brief konfiszieren, doch es ist zu spät: außer sich brüllt Max, wie sehr er die ganze Familie hasse und dass Weihnachten für ihn gestorben sei. Er läuft weinend auf sein Zimmer, wo Tom wenig später versucht, ihn zu trösten. Unterdessen ist die Familie im Erdgeschoss damit beschäftigt, weiter unverdrossen aufeinander herumzuhacken. Zunächst scheint es, als sei Max mit sich im Reinen, doch als er weitere gehässige Kommentare seiner Cousins vernimmt, zerreißt er seine Weihnachtsbriefe und wirft die Schnipsel aus dem Fenster. Omi hat sich derweil in die Küche zurückgezogen, als sie einen schweren Schneesturm aufziehen sieht. Kurz darauf fällt im Haus und der Nachbarschaft der Strom aus. Am nächsten Morgen ist der Strom noch nicht zurück und es wird ungemütlich im Haus der Engels. Doch wegen des anhaltenden Schneesturms können die Familien nicht einfach die Gegend verlassen.
Beth macht sich Sorgen um ihren Freund, der nur wenige Häuser entfernt wohnt und sie möchte nach dem Rechten sehen. Als sie die Straße entlanggeht, erhascht sie einen Blick auf eine große, gehörnte Gestalt, die behände von Hausdach zu Hausdach springt. Verängstigt will Beth zurückkehren, doch das unheimliche Wesen holt sie ein. Howard und Tom machen sich bald darauf auf die Suche nach Beth, doch es fehlt jede Spur von ihr. Stattdessen erreichen sie das Haus von Beths Freund, in dem es aussieht, als hätte ein Orkan gewütet. Spuren von Hufen im Haus sowie ein aufgesprengter Kamin verunsichern die beiden Männer und sie machen sich auf den Heimweg. Doch unterwegs wird Howard von etwas attackiert, das sich im tiefen Schnee verbirgt. In der Hauseinfahrt wurden sämtliche Autos zerstört. Die Familien sind verängstigt und vernageln Fenster und Türen, bevor sie sich zur Nachtruhe zurückziehen. Omi ermahnt die Familie unentwegt eindringlich, das Feuer im Kamin wach zu halten. Doch mitten in der Nacht wird das Haus von Kreaturen überfallen. Lebkuchenmännchen springen die Familienmitglieder an, Howard und Rosie können sie zurückdrängen. Als Howie versucht, eines der Lebkuchenmännchen zu essen, wird er in den Kamin gezerrt und er verschwindet durch den Schornstein.
Unterdessen klärt Omi Tom, Sarah und Max darüber auf, was es mit dem Weihnachtsterror auf sich hat: Der heftige Familienstreit sowie Max’ Briefzerstörung haben den Krampus angelockt. Krampus ist der Folklore nach der Schatten des Weihnachtsmann, der zu Heiligabend loszieht um unartige Kinder (inklusive derer Familien) zu bestrafen. Auch sie war dem Krampus als kleines Mädchen begegnet und hatte von ihm zur Warnung eine runde, große Ziegenglocke geschenkt bekommen. Nun hat der Krampus sämtliche Weihnachtsgeschenke verflucht und seine Helfer ausgesendet. Auf dem Dachboden werden Linda, Stevie und Jordan von dämonischen Spielzeugen angefallen, eines davon, ein riesiger Kastenteufel, verschlingt Jordan. Mit Müh und Not können die anderen entkommen, worauf die gehörnten Helfer von Krampus in das Haus eindringen und Baby Chrissy entführen. Als Howard und Dorothy eingreifen, werden auch sie verschleppt. Krampus erscheint im Wohnzimmer, worauf Omi sich ihm entgegenstellt und von seinen Spielzeugen getötet wird. Sarah und Linda bringen Stevie und Max nach draußen, wo ein Schneepflug steht, auf ihm sollen die Kinder fliehen. Doch der Schneepflug ist defekt und Stevie wird von den Krampushelfern angefallen. Auch Sarah und Linda fallen den Kreaturen zum Opfer. Unterdessen versucht Tom, das ominöse Schneemonster zu erschießen, doch ihm geht die Munition aus.
Nun ganz allein, gelingt es Max, zu Krampus vorzudringen. Der Junge versucht, sich bei Krampus zu entschuldigen und will sich für seine Familie opfern. Doch Krampus lacht nur höhnisch, bevor er Max in den Schlund der Hölle wirft. Plötzlich wacht Max auf und findet sich in seinem Zimmer wieder. Ungläubig späht der Junge aus dem Fenster und stellt fest, dass die ganze Gegend wieder festlich-weihnachtlich ist. Auch im Haus der Engels deutet nichts mehr auf den Terror der letzten zwei Tage hin und die Familien sitzen wieder am gemeinsamen Tisch. Als Max vor den Augen aller sein Geschenk öffnet, kullert eine runde, große Ziegenglocke mit der Gravur „Grüße vom Krampus!“ darauf aus der Geschenkeschachtel. Sofort wird es stumm und klamm um den Tisch, als es allen dämmert, dass der Weihnachtsterror sehr wohl stattgefunden hat. Die Krampusglocke wurde den Familien zur Mahnung geschickt: sie haben eine zweite Chance bekommen und dürfen diese auf keinen Fall verspielen. Langsam zoomt die Kamera aus dem Haus, bis der Zuschauer sieht, dass sich das Haus der Engels in einer großen Schneekugel befindet. Krampus hält die Schneekugel feixend in den Händen, bevor er sie zu Tausenden anderer Schneekugeln stellt und der Film mit einem Jumpscare durch die dämonischen Spielzeuge endet.

## Hintergrund
Der Film basiert lose auf der Legende des Krampus, die ihren Ursprung im deutschsprachigen Alpenraum hat. Sie ist Bestandteil des Adventbrauchtums.
Der von „Omi“ in der deutschen Filmfassung gesprochene Akzent entspricht dem Dialekt des  Vorarlberger Rheintals. (Siehe: Vorarlbergerisch)

## Produktion
Die Dreharbeiten begannen im März 2015. Der Film wurde in den Stone Street Studios in Wellington und an Außendrehorten rund um Wellington gedreht. Auch die Spezialeffekte entstanden beim Weta Workshop in Wellington.

## Rezension
„Horrorkomödie um den bösen Gegenspieler des Nikolaus, der die Kinder nicht beschenkt, sondern bestraft.“
Auf der Liste der besten Horrorkomödien bei Kino.de